# Nicolò Ricci

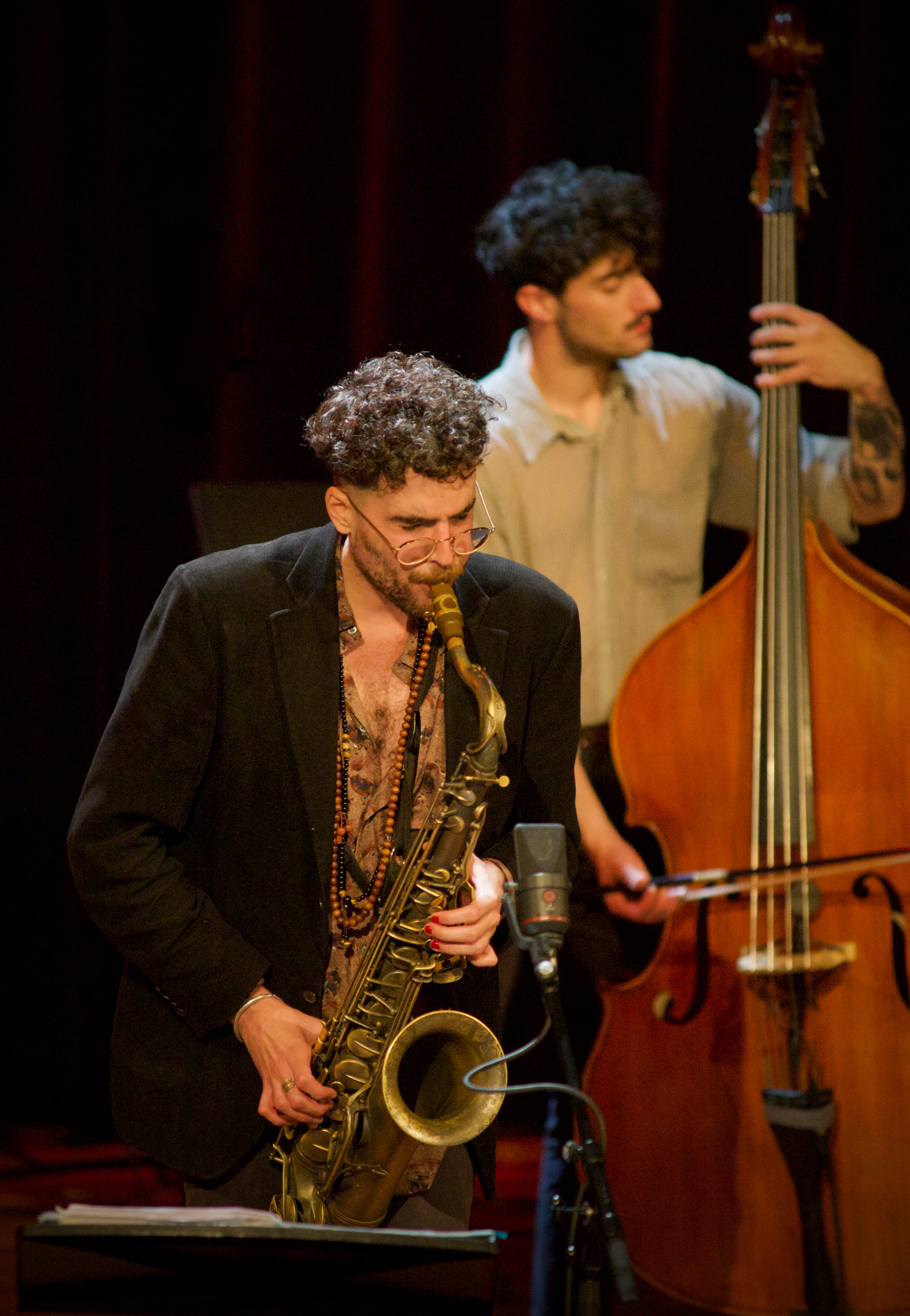
Nicolò Ricci (li.) und Bassist Alessandro Fongaro im Bimhuis Amsterdam 2020

Nicolò Francesco Ricci (* 14. April 1987 in Mailand) ist ein italienischer, in den Niederlanden lebender Jazzmusiker (Tenorsaxophon).

## Leben und Wirken
Ricci ist in Sesto San Giovanni, einer Industriestadt im Norden von Mailand aufgewachsen. Schon bald begann er sich für Musik zu interessieren; mit zwölf Jahren erhielt er von seiner Mutter ein Saxophon. Anschließend begann er sein Studium, zunächst an einer örtlichen Musikschule und anschließend am Conservatorio Giuseppe Verdi in Mailand. Noch während der Studienzeit war er in der Mailänder Jazzszene aktiv und trat bald in ganz Italien auf. Erste Aufnahmen entstanden um 2016 mit dem Bassisten Paolino Dalla Porta (Moonlanding). Für einen Masterstudiengang, den er am Conservatorium van Amsterdam absolvierte, zog Ricci nach Amsterdam, wo er inzwischen lebt. Dort arbeitete er mit verschiedenen Bands, so mit Etok Ubong (Africa Today - Night Dreamer Direct-To-Disc Sessions, 2019) und langjährig mit dem Sun-Mi Hong Quintet (Third Page: Resonance, 2022).
Unter eigenem Nanen legte Ricci 2018 das Album Pulcino (Honolulu Records) vor, aufgenommen mit Giuseppe Romagnoli (Bass) und Andreu Pitarch (Schlagzeug).  2022 leitete er die Formation Ambergris, der Emanuele Pellegrini (Piano, Synthesizer), Alessandro Fongaro (Kontrabass) und Sun-Mi Hong (Schlagzeug) angehörten; nach einem gleichnamigen Album erschien 2023 Bellissimǝ bei Zennez Records.
Im Laufe seiner Karriere spielte Ricci zudem mit Steve Swallow, Adam Nussbaum, Jesper Bodilsen, Gerald Cannon, Antonio Zambrini, Roberto Gatto, Giovanni Falzone, Andrea Dulbecco, Pietro Tonolo, Tino Tracanna, Marco Vaggi, Achille Succi, Bebo Ferra, Giulio Corini, Alfonso Santimone, Francesco Lento, Harris Eisenstadt, Joe Fonda, Roberto Rossi, Roberto Cecchetto, Fausto Beccalossi, Greg Burk, David Binney, Reinier Baas, Ben van Gelder, Mark Schilders, Bo Van Der Werf und Clemens van der Feen. Mit dem Quintett von Sun-Mi Hong trat er 2022 beim Jazzfest Berlin auf, mit Alessandro Fongaros Quartett Pietre bei der Jazzahead 2024.